# Più leggero non basta
Più leggero non basta è un film televisivo del 1998 diretto da Elisabetta Lodoli e interpretato da Stefano Accorsi. Nel cast figurano anche Lorenza Indovina, Tommaso Ragno e Giovanna Mezzogiorno. La prima visione TV del film risale all'8 dicembre 1998 su Rai 2.

## Trama
Roma, fine anni novanta. Il servizio di leva è ancora obbligatorio e per evitarla il giovane ambizioso architetto Marco già in forte ascesa sceglie l'obiezione di coscienza e il conseguente servizio civile sostitutivo. Finisce però in un centro per recupero handicap, dove dovrà occuparsi di una ragazza affetta da una grave forma di distrofia muscolare. Dopo un inizio difficile, caratterizzato da dubbi e incertezze, i due legano profondamente, e l'architetto matura l'idea di continuare il servizio civile nell'associazione di Elena anche dopo il termine previsto di dieci mesi.